# Aeroporti di Londra

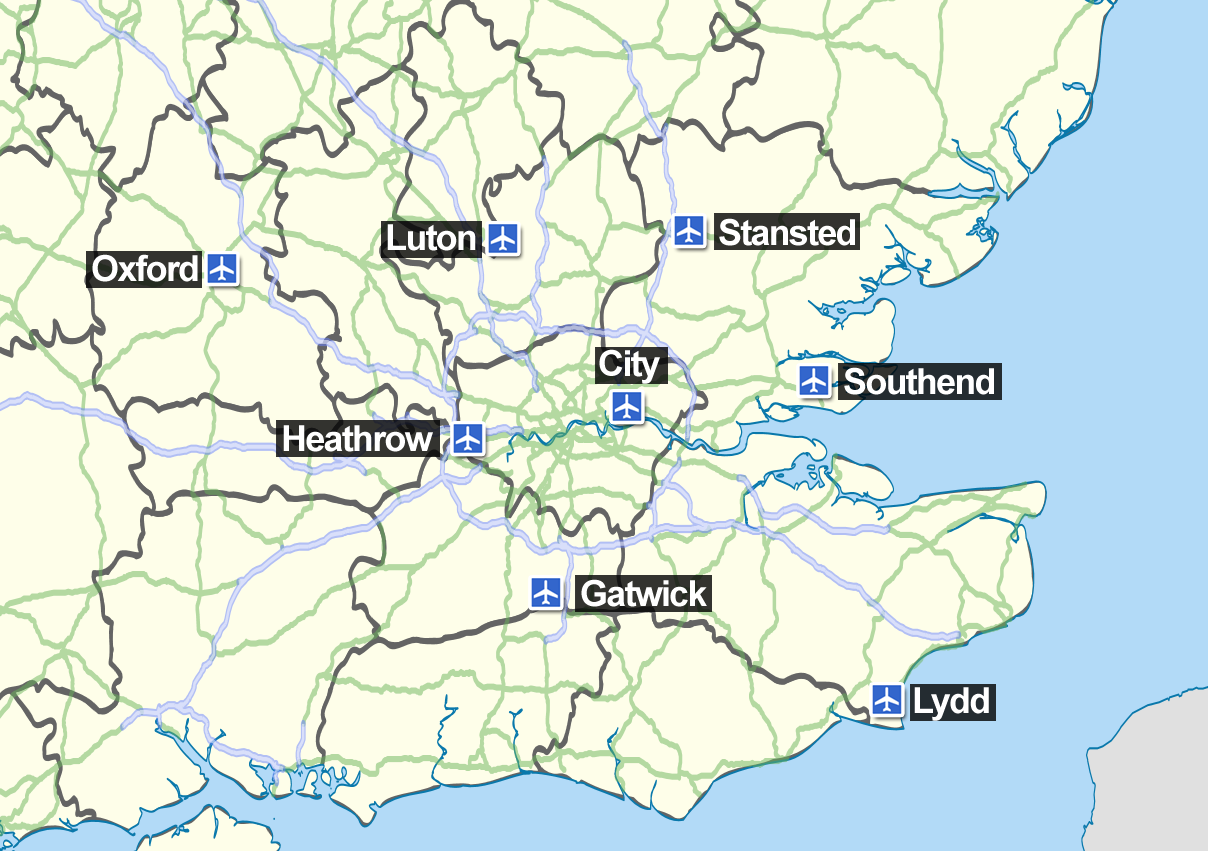
Localizzazione dei principali scali per numero passeggeri al servizio della capitale britannica

L'area metropolitana di Londra è servita complessivamente da sei aeroporti internazionali, a cui si aggiungono altri vari scali più piccoli, utilizzati principalmente per aviazione generale e difesa. Complessivamente questi aeroporti costituiscono il più trafficato sistema aeroportuale del mondo per numero di passeggeri, e il secondo per traffico aereo. Il codice IATA condiviso da tutti gli scali è LON.

## Aeroporti internazionali

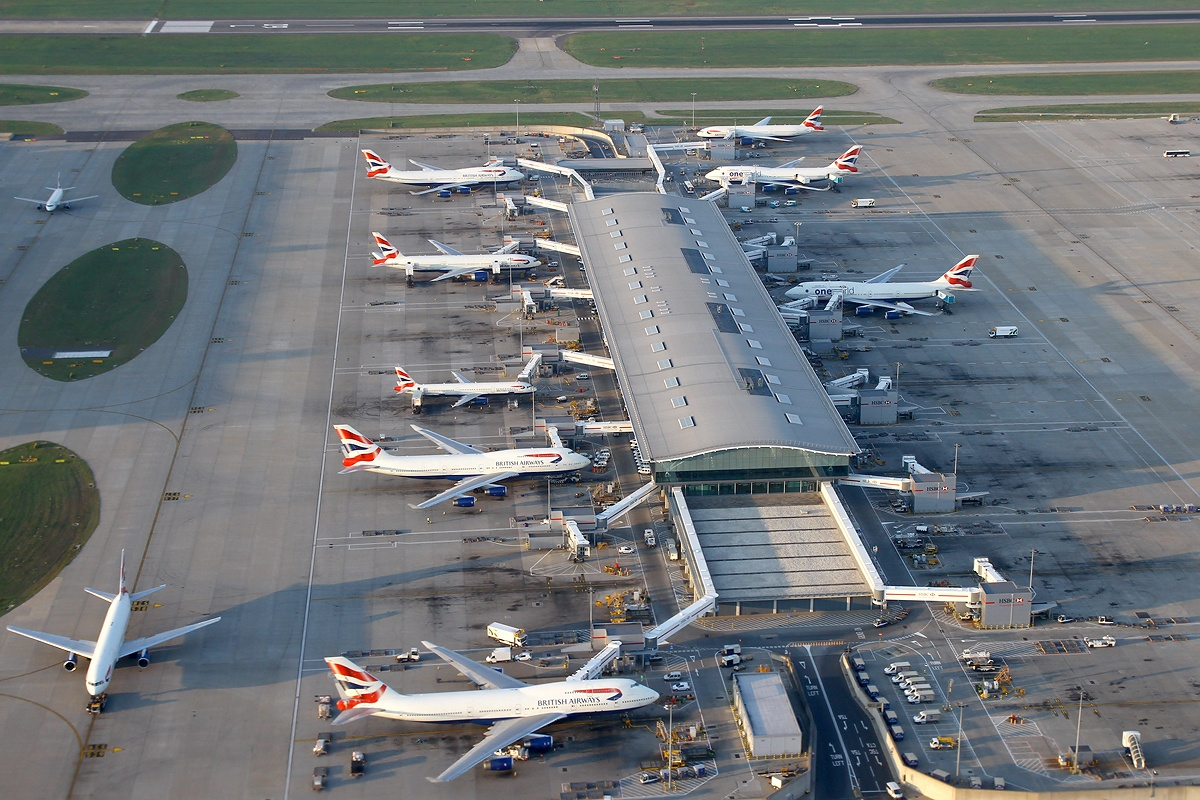
L'aeroporto di Londra-Heatrow, il più trafficato in Europa per numero di passeggeri

| Aeroporto | Codici aeroporto | Codici aeroporto | Distanza dal Centro di Londra | Statistiche 2018 | Statistiche 2018   | Cargo (tonnes) |
| Aeroporto | IATA             | ICAO             | Distanza dal Centro di Londra | Passengers       | Aircraft movements | Cargo (tonnes) |
| --------- | ---------------- | ---------------- | ----------------------------- | ---------------- | ------------------ | -------------- |
| City      | LCY              | EGLC             | 14 km (9 mi)                  | 4.820.292        | 78.036             | 4.319.301      |
| Heathrow  | LHR              | EGLL             | 26 km (16 mi)                 | 80,102,017       | 480,339            | 74,985,748     |
| Gatwick   | LGW              | EGKK             | 45 km (28 mi)                 | 46,075,400       | 283,926            | 40,269,087     |
| Luton     | LTN              | EGGW             | 55 km (34 mi)                 | 16,581,850       | 136,270            | 12,263,505     |
| Stansted  | STN              | EGSS             | 63 km (39 mi)                 | 27,995,121       | 185,660            | 22,519,178     |
| Southend  | SEN              | EGMC             | 64 km (40 mi)                 | 1,480,139        | 17,088             | 900,648        |
| Total     | N.D.             | N.D.             | N.D.                          | 177,054,819      | 1,181,319          | 155,257,467    |

## Altri aeroporti civili
Oltre ai maggiori aeroporti internazionali, la città di Londra è anche servita dai seguenti scali, utilizzati per l'aviazione generale.
- Aeroporto di Londra Biggin Hill, a Bromley
- Blackbushe Airport, nell'Hampshire
- Damyns Hall Aerodrome, ad Havering
- Denham Aerodrome, nel Buckinghamshire
- Elstree Airfield, nel Hertfordshire
- Fairoaks Airport, nel Surrey
- Andrewsfield Aerodrome nell'Essex
- Farnborough Airport, nell'Hampshire
- London Heliport, a Wandsworth
- Aeroporto di Londra-Ashford (Lydd Airport), nel Kent
- North Weald Airfield, nell'Essex
- London Oxford Airport, nell'Oxfordshire
- Redhill Aerodrome, nel Surrey
- Rochester Airport, nel Kent
- Stapleford Aerodrome, nel Essex
- White Waltham Airfield, nel Berkshire
- Wycombe Air Park, in Buckinghamshire

## RAF Northolt

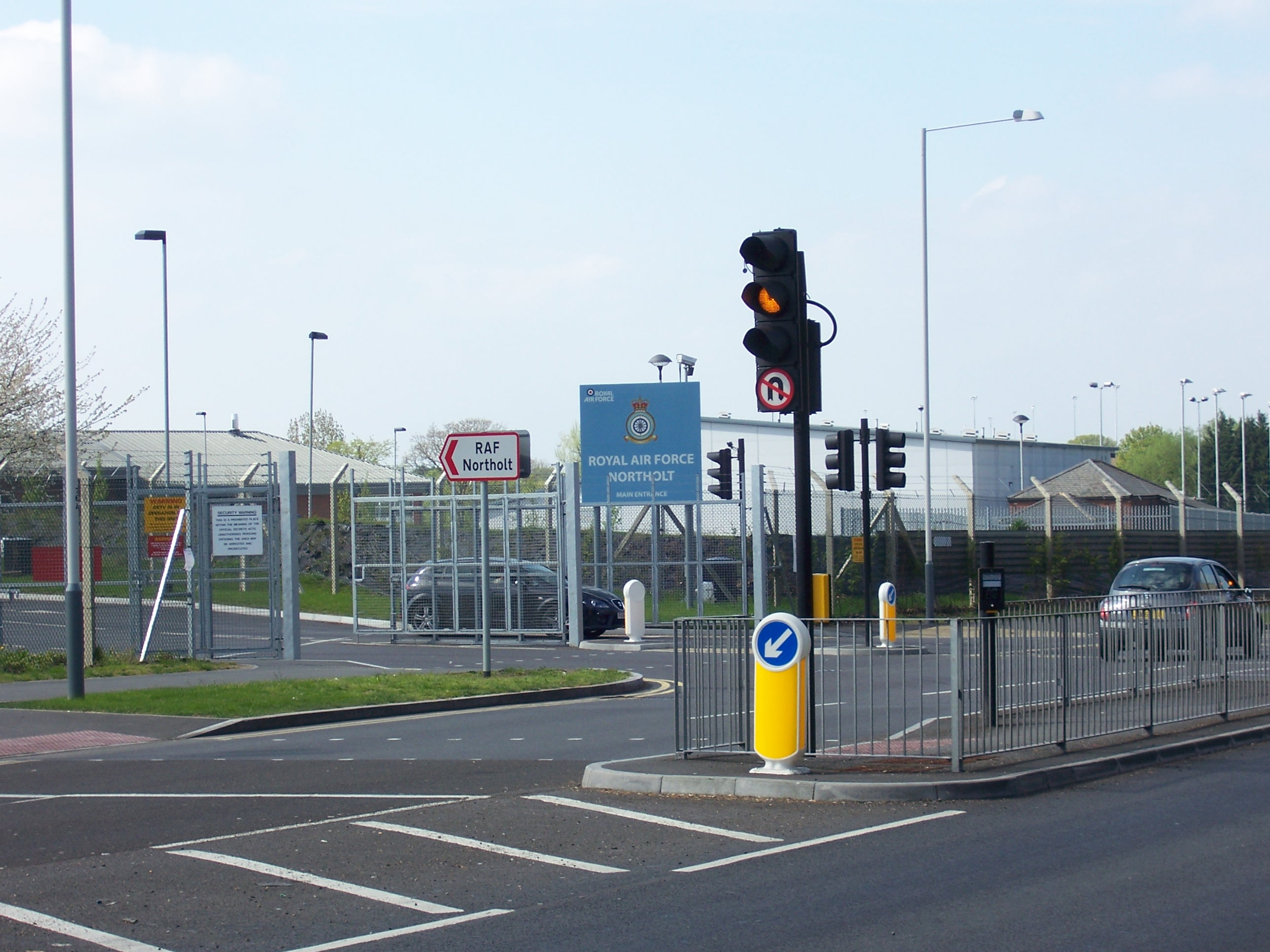
L'Ingresso principale dell'aeroporto militare RAF Northolt

Oltre agli aeroporti menzionati, vi è anche lo scalo militare di RAF Northolt, a Hillingfon, dedicato principalmente alle operazioni militari della Royal Air Force.

## Progetti futuri
Poiché gli aeroporti londinesi, in particolare Heathrow, operano a pieno regime, Boris Johnson, ex sindaco di Londra ed ex primo ministro del Regno Unito, e l'ingegnere Norman Foster hanno storicamente proposto un nuovo aeroporto, su un'isola artificiale nell'estuario del Tamigi o sull'Isola del Grano, nel nord del Kent. L'aeroporto Thames Hub proposto da Foster sarebbe stato molto simile al progetto dell'aeroporto internazionale di Hong Kong e dell'aeroporto Hamad di Doha. Il progetto prevedeva un nuovo scalo in grado di gestire 110 milioni di passeggeri all'anno e avrebbe richiesto la chiusura di Heathrow, e molto probabilmente avrebbe reso il nuovo aeroporto il più trafficato del mondo.
Il progetto ha incontrato l'opposizione di alcune persone che vivono nelle vicinanze, che hanno avvertito che l'aeroporto avrebbe causato un aumento significativo degli attacchi di uccelli. Altre persone e imprese locali, riconoscendo i livelli depressi di attività economica nel Kent settentrionale, si sono mostrate favorevoli e hanno sostenuto che Londra avesse bisogno di un nuovo aeroporto per essere in grado di competere nel mondo.
Data tuttavia la sua posizione a est di Londra, questo aeroporto sarebbe stato meno accessibile di Heathrow dalla maggior parte dell'Inghilterra centrale e meridionale.